# Liste der Kulturgüter in Reinach AG
Die Liste der Kulturgüter in Reinach AG enthält alle Objekte in der Gemeinde Reinach im Kanton Aargau, die gemäss der Haager Konvention zum Schutz von Kulturgut bei bewaffneten Konflikten, dem Bundesgesetz vom 20. Juni 2014 über den Schutz der Kulturgüter bei bewaffneten Konflikten sowie der Verordnung vom 29. Oktober 2014 über den Schutz der Kulturgüter bei bewaffneten Konflikten unter Schutz stehen.
Objekte der Kategorie A und B sind vollständig in der Liste enthalten, Objekte der Kategorie C fehlen zurzeit (Stand: 1. Januar 2023). Unter übrige Baudenkmäler sind weitere geschützte Objekte zu finden, die in der Bau- und Nutzungsordnung der Gemeinde verzeichnet und nicht bereits in der Liste der Kulturgüter enthalten sind.

## Kulturgüter
| Foto |                                                                                   | Objekt                                                 | Kat. | Typ | Standort                         | Beschreibung |
| ---- | --------------------------------------------------------------------------------- | ------------------------------------------------------ | ---- | --- | -------------------------------- | --- |
| ja   | Datei hochladen · Wikidata zu Schneggli Wohnhaus der ehemaligen Mühle (Q29580326) | Schneggli Wohnhaus der ehemaligen Mühle KGS-Nr.: 00210 | B    | G   | Hauptstrasse 73 656388 / 233457  | 1688 erbautes repräsentatives Wohnhaus. Einfacher Putzbau unter Krüppelwalmdach. Daran angebaut polygonaler Treppenturm mit Spitzhelm. |
| ja   | Datei hochladen · Wikidata zu Zentralschulhaus (Q29580331)                        | Zentralschulhaus KGS-Nr.: 00211                        | B    | G   | Hauptstrasse 31 656361 / 233931  | 1904/05 nach Plänen von Jacques Kehrer erbautes Schulgebäude, am Übergang zwischen Historismus und Jugendstil. Dreigeschossiger Mauerbau mit Eckpavillons und Mittelrisalit unter vielgestaltigem Steildach mit Ziergiebeln und haubenbekröntem Turmvorbau. |
| ja   | Datei hochladen · Wikidata zu Ehemalige Mühle (Q29580318)                         | Ehemalige Mühle KGS-Nr.: 15672                         | B    | G   | Hauptstrasse 71 656389 / 233481  | 1698 erbaute Mühle, eines der ältesten Gebäude im Dorf. Stattlicher, dreigeschossiger Mauerbau mit steilem Giebel unter Krüppelwalmdach. |
| ja   | Datei hochladen · Wikidata zu Wohnhaus Spitalstrasse (Q29580328)                  | Wohnhaus KGS-Nr.: 15673                                | B    | G   | Spitalstrasse 17 656705 / 233214 | 1902 erbaute Villa mit Kombinationen von Historismus- und Jugendstil-Formen. |
| ja   | Datei hochladen · Wikidata zu Schneggen, ehemalige Untervogtei (Q29580323)        | Schneggen (ehemalige Untervogtei) KGS-Nr.: 15674       | B    | G   | Hauptstrasse 72 656360 / 233504  | 1604/05 erbautes repräsentatives Wohnhaus im nachgotischen Stil. Ortsbildprägendes, dreigeschossiges Giebelhaus mit vorgesetztem polygonalen Treppenturm, der das steile Satteldach um ein Geschoss überragt.                                               |
| ja   | Datei hochladen · Wikidata zu Reformierte Kirche Reinach (Q2136994)               | Evangelisch-reformierte Kirche KGS-Nr.: 15675          | B    | G   | Neudorfstrasse 656740 / 234186   | 1529 erbautes Kirchengebäude im spätgotischen Stil. Erste protestantische Kirche im damals bernischen Hoheitsgebiet. Rechteckiges Kirchenschiff; westlich daran anschliessend eine polygonale Vorhalle, östlich der Chorturm.                               |
| BW   | Datei hochladen · Wikidata zu Einschlag (Q105800728)                              | Einschlag KGS-Nr.: 15676                               | B    | F   | 657828 / 233625                  | Grabhügel der Hallstattzeit. |

## Übrige Baudenkmäler
| ID  | Foto |                                                                              | Objekt                                             | Typ | Standort                               | Beschreibung |
| --- | ---- | ---------------------------------------------------------------------------- | -------------------------------------------------- | --- | -------------------------------------- | ------------ |
| 901 | ja   | Datei hochladen · Wikidata zu Gemeindehaus, ehemaliges Kornhaus (Q105800977) | Gemeindehaus, ehem. Kornhaus (1588/89)             | G   | Hauptstrasse 66 656343 / 233553        |              |
| 902 | ja   | Datei hochladen                                                              | Hotel Bären (1599)                                 | G   | Hauptstrasse 64 656333 / 233589        |              |
| 903 | BW   | Datei hochladen                                                              | Bankgebäude (1895)                                 | G   | Hauptstrasse 65 656375 / 233569        |              |
| 904 | ja   | Datei hochladen                                                              | Ehem. Fabrikgebäude (1880)                         | G   | Hauptstrasse 80 656381 / 233392        |              |
| 905 | BW   | Datei hochladen                                                              | Ehem. Fabrikgebäude (1832)                         | G   | Hauptstrasse 88 656492 / 233230        |              |
| 906 | BW   | Datei hochladen                                                              | Wohnhaus (1872)                                    | G   | Hauptstrasse 83 656501 / 233303        |              |
| 907 | ja   | Datei hochladen                                                              | Villa Wasserschloss (1923)                         | G   | Schorenstrasse 2 656679 / 233555       |              |
| 908 | ja   | Datei hochladen                                                              | Villa (1909)                                       | G   | Schorenstrasse 18 656811 / 233588      |              |
| 911 | ja   | Datei hochladen                                                              | Wohnhaus (1932)                                    | G   | Kirchenbreitestrasse 2 656481 / 234157 |              |
| 913 | BW   | Datei hochladen                                                              | Bäuerliches Wohnhaus (1817)                        | G   | Hombergstrasse 2 657029 / 235187       |              |
| 914 | ja   | Datei hochladen                                                              | Schulhaus Unterdorf mit Park (1837)                | G   | Aarauerstrasse 9 656049 / 234485       |              |
| 915 | ja   | Datei hochladen                                                              | Bauernhaus (1810)                                  | G   | Alzbachstrasse 14 655948 / 234403      |              |
| 916 | ja   | Datei hochladen                                                              | Villa (1851/52)                                    | G   | Alzbachstrasse 18 655816 / 234364      |              |
| 917 | ja   | Datei hochladen                                                              | Wohn- und Geschäftshaus (1808)                     | G   | Alzbachstrasse 27–29 655709 / 234272   |              |
| 919 | ja   | Datei hochladen                                                              | Fabrikgebäude (1895)                               | G   | Alzbachstrasse 33 655661 / 234249      |              |
| 921 | BW   | Datei hochladen                                                              | St. Chrischona-Vereinshaus (1877)                  | G   | Lenzstrasse 1 655289 / 234178          |              |
| 922 | BW   | Datei hochladen                                                              | Villa Beata (1901)                                 | G   | Hauptstrasse 16 656225 / 234122        |              |
| 923 | BW   | Datei hochladen                                                              | Villa Sonnenheim (1899)                            | G   | Hauptstrasse 12 656190 / 234217        |              |
| 924 | ja   | Datei hochladen                                                              | Wohnhaus (1886)                                    | G   | Hauptstrasse 19 656257 / 234138        |              |
| 925 | ja   | Datei hochladen                                                              | Bauernhaus (1818)                                  | G   | Alte Strasse 51 656253 / 233967        |              |
| 930 | ja   | Datei hochladen                                                              | Geschäftshaus (1906/07)                            | G   | Hauptstrasse 5 656183 / 234318         |              |
| 931 | ja   | Datei hochladen                                                              | Ehem. Fabrikgebäude (1876)                         | G   | Hauptstrasse 3 656146 / 234343         |              |
| 932 | ja   | Datei hochladen                                                              | Verwaltungsgebäude Altes Gaswerk                   | G   | Aarauerstrasse 23 655991 / 234579      |              |
| 933 | BW   | Datei hochladen                                                              | Bauernhaus (1789/90)                               | G   | Eichenstrasse 15 655682 / 235673       |              |
| 940 | ja   | Datei hochladen                                                              | Bäuerlicher Vielzweckbau (1823)                    | G   | Schorenstrasse 9 656819 / 233644       |              |
| 941 | ja   | Datei hochladen                                                              | Kaufhaus Au Louvre mit altem Pfarrhaus (1749/1911) | G   | Hauptstrasse 32 656319 / 233916        |              |
| 942 | ja   | Datei hochladen                                                              | Altes Vereinshaus der ev. Gemeinschaft (1907)      | G   | Alte Strasse 47 656198 / 234043        |              |
| 946 | BW   | Datei hochladen                                                              | Doppelwohnhaus (1922)                              | G   | Brüggliweg 2/4 656043 / 234304         |              |
| 947 | BW   | Datei hochladen                                                              | Villa (1910–1912)                                  | G   | Sonnenbergstrasse 39 657192 / 233731   |              |

Legende: Siehe Legende der Liste der Kulturgüter von nationaler und regionaler Bedeutung. Anstelle der KGS-Nummer wird als Objekt-Identifikator (ID) die Inventar- oder Gebäudenummer in der Bau- und Nutzungsordnung der Gemeinde verwendet.